# Franciszek Herud
Franciszek Herud (ur. 17 października 1885 w Żerdzinach, zm. 4 maja 1948 w Rybniku) – polski duchowny katolicki, zakonnik werbista, pierwszy polski regionał tego zakonu.

## Życiorys
Początkowo kształcił się na szewca, a następnie miał wstąpić do Niższego Seminarium Misyjnego ojców werbistów w Nysie, ale zamiast tego skierowano go do zakonnego domu macierzystego w Steyl, części dzielnicy Tegelen w Venlo, gdzie przebywał w latach 1903-1911. Odbywał równocześnie studia filozoficzne i teologiczne w Sankt Gabriel. Święcenia kapłańskie otrzymał w 1914. Po wybuchu I wojny światowej został zmobilizowany do armii niemieckiej, służąc jako sanitariusz, przede wszystkim w rejonie Nysy i Raciborza. 
Po odzyskaniu przez Polskę niepodległości pojechał do Turwii, gdzie pracował w przypałacowej kaplicy. Na prośbę kardynała Edmunda Dalbora wyjechał w rejon Dortmundu, dla obsługi polskich emigrantów, gdzie pracował do 1926, czyli do czasu otrzymania stanowiska rektora i magistra nowicjatu braci w klasztorze w Górnej Grupie. W 1927 został wybrany pierwszym regionałem zakonu werbistów w Polsce i na stanowisku tym pozostawał do 1933, kiedy to został oddelegowany jako rektor do placówki w Bruczkowie, a potem w Rybniku. Otrzymał nominację do pracy w Argentynie, co jednak nie doszło do skutku. W 1939 nominowano go drugim prowincjałem werbistów w Polsce (po ojcu Tomaszu Puchale). 
Jako jeden z nielicznych werbistów nie został aresztowany przez Niemców po wybuchu II wojny światowej. Przebywał na Śląsku (m.in. w Rybniku, Pawłowie i Rudniku) oraz w Czechosłowacji. Przed zakończeniem wojny przeprowadził się do Rydułtów, a zaraz po usunięciu Niemców zajął się organizacją klasztoru w Rybniku. Prowincjałem pozostawał do 1947, kiedy to powołano go na stanowisko radcy generalnego do Rzymu. W 1948 powrócił do Polski aby wprowadzić swego następcę na urząd prowincjała i poddać się operacji przepukliny, ale wkrótce zmarł na pooperacyjne zapalenie płuc. Pochowano go na cmentarzu w Rybniku. Jego pogrzeb miał charakter manifestacji religijnej miejscowej ludności.